# شهرستان کوستنتس
شهرستان کوستنتس (به بلغاری: Kostenets Municipality) یک شهرستان در بلغارستان است که در استان صوفیه واقع شده‌است. شهرستان کوستنتس ۳۰۲ کیلومتر مربع مساحت و ۱۴٬۱۵۴ نفر جمعیت دارد.